# فلورال سیتی (فلوریدا)
فلورال سیتی (به انگلیسی: Floral City) یک منطقهٔ مسکونی در ایالات متحده آمریکا است که در شهرستان سیتروس، فلوریدا واقع شده‌است. فلورال سیتی ۶۴٫۵ کیلومتر مربع مساحت و ۵٬۲۱۶ نفر جمعیت دارد و ۱۹ متر بالاتر از سطح دریا واقع شده‌است.